# 이시이 모모카
이시이 모모카(일본어: 石井萌々果, 2002년 12월 19일 ~ )는 일본의 아역 배우이다.

## 출연 작품

### 드라마
- W의 비극 (2012년 4월 26일, TV 아사히) 와쓰지 마코/구라사와 사츠키(2역/어린 시절) 역
- ATARU CASE06 (2012년 5월 20일, TBS) 미나세 사키에(어린 시절) 역
- 고스트 마마 수사선~나와 마마의 이상한 100일~ 제6화 (2012년 8월 18일, 니혼 TV) 마이 역
- 나니와 소년탐정단 제9화 (2012년 8월 27일, TBS) 안자이 치즈루 역

등